# Angaripola
Angaripola, según el DRAE significa "lienzo ordinario, estampado en listas de varios colores, que usaron las mujeres del siglo XVII para hacerse guardapiés" y en una segunda acepción: "adornos de mal gusto y de colores llamativos que se ponen en los vestidos". En Yucatán, México, se usó la palabra desde tiempos de la colonia en el siglo XVII, para denominar a un baile popular perteneciente al género de la jarana que hasta la fecha se baila y que goza de raigambre y tradición.
En ciertas fiestas como la de los Reyes Magos en Tizimín La Angaripola es usada para acompañar a los participantes que inauguran la celebración, año con año, en su entrada triunfal al recinto que los alberga durante el festejo. Es un baile de parejas, en ritmo de 6 x 8, que consiste en un zapateado muy vigoroso, con pasos sin distingo entre hombre o mujer.